# أمورو
أمورو أو مارتو أو عَمُّور هو اسم الإله الذي أعطاه السومريين والأكاديين لإله العموريين الذين احتلوا بلاد النهرين. وقد كان إله مدينة نيناب وعرف بكونه رب السهول والجبال، فيما وصفه الأكاديين والسومريين بكونه إله الصحراء والبدو وزوجته كانت الإلهة عشيرة. يعتقد أن أصل مردوخ إله بابل هو من هذا الإله.